# Andoni Gracia
Andoni Gracia de los Muros (Bilbao, 31 de enero de 1971) es un actor español.

## Biografía
En 2008 interpretó a Miguel Ángel Blanco en la miniserie de Antena 3, Futuro: 48 horas.

## Premios
- Festival de Locarno (Suiza)[1]

## Filmografía

### Cine
- La 4ª Compañía (2016)
- L'amor cortese (2008)
- Futuro: 48 horas —sobre Miguel Ángel Blanco— (2008)
- Dos rivales casi iguales (2007)
- Quale amore (2006)
- The Deal (2006)
- Sinfín (2005)
- El habitante incierto (2005)
- A la revolución en un dos caballos (2001)[1]

### Televisión
- The Book Group (2003)